# Weird Revolution
Weird Revolution (с англ. — «Странная революция») — восьмой студийный альбом экспериментальной рок-группы Butthole Surfers, вышедший в августе 2001 года.

## История создания
В 1998 году группа собиралась выпустить свой новый альбом After the Astronaut, однако релиз был отменён по инициативе звукозаписывающего лейбла, которому принадлежали тогда Butthole Surfers. «„Астронавт“ уже прошёл мастеринг», — вспоминал барабанщик Кинг Коффи, — «но вместо того, чтобы отправиться в тираж, отправился под пресс. По сей день я не уверен, чьё это было решение: нашего тогдашнего менеджмента или лейбла». После этого ансамбль сменил звукозаписывающую компанию, но не стал отбрасывать забракованный материал и использовал заготовки семи песен для нового лонгплея. В ходе переработки оригинальные треки радикально изменили свою форму. «В итоге мы создали более сильный альбом», — комментировал Коффи, — «хотя это заняло гораздо больше времени, чем любой из нас мог себе представить».

## Об альбоме
В альбоме Weird Revolution группа продолжила экспериментировать со стилем хип-хоп, элементы которого музыканты стали использовать в своём творчестве с середины девяностых. При этом в пластинке присутствуют характерные для коллектива психоделические мотивы и «цеппелиновские» гитарные партии. «Центральными» композициями диска являются «Dracula from Houston» и «The Shame of Life», которые расцениваются критиками как «заранее обдуманные „хиты“». Обе песни выпускались группой в качестве синглов. Сингл «The Shame of Life» выходил на CD в Австралии; песня достигала 24-й позиции в хит-параде журнала Billboard Modern Rock Tracks. В целом же альбом получил противоречивые отзывы критиков — в то время, как ресурсы AllMusic и
Rolling Stone присвоили записи по четыре звезды из пяти, Pitchfork Media из десяти возможных не дал и одной.
Песня «They Came In» вошла в саундтрек фильма «Миссия невыполнима 2».

## Список композиций
Слова и музыка всех песен — написаны группой Butthole Surfers.
| №   | Название               | Длительность |
| --- | ---------------------- | ------------ |
| 1.  | «The Weird Revolution» | 3:36         |
| 2.  | «The Shame of Life»    | 3:54         |
| 3.  | «Dracula from Houston» | 3:43         |
| 4.  | «Venus»                | 3:55         |
| 5.  | «Shit Like That»       | 3:19         |
| 6.  | «Mexico»               | 3:50         |
| 7.  | «Intelligent Guy»      | 3:05         |
| 8.  | «Get Down»             | 5:30         |
| 9.  | «Jet Fighter»          | 2:58         |
| 10. | «The Last Astronaut»   | 4:08         |
| 11. | «Yentel»               | 3:23         |
| 12. | «They Came In»         | 22:21        |

## Участники записи
| Butthole Surfers: - Гибби Хейнс — вокал - Пол Лири — гитара, продюсер, микширование - Кинг Коффи — барабаны Приглашённые музыканты: - Крис Вренна — дополнительное программирование ударных (песня 9) - Натан Калхун — бас | Технический персонал: - Пол Лири — продюсер, инженер сведе́ния (песня 11) - Роб Кавалло — продюсер (песни 2, 3, 5, 7, 8), A&R-менеджер - Майкл Брэдфорд — звукорежиссёр (песни 1, 2 и 7), дополнительный продюсер (песня 2) - Стюарт Салливан — звукорежиссёр (песни 1, 4−7 и 9−12), инженер сведе́ния (песня 11) - Аллен Сайдс — звукорежиссёр (песни 2, 3 и 8) - Крис Лорд-Элдж — инженер сведе́ния (песни 1−10 и 12) - Брайан Гарднер — мастеринг-инженер - Шерил Дженетс — A&R-координатор - Дэйв Каплан — менеджмент |